# Selenidium cirratuli
Selenidium cirratuli is een soort in de taxonomische indeling van de Myzozoa, een stam van microscopische parasitaire dieren. Het organisme komt uit het geslacht Selenidium en behoort tot de familie Selenidiidae. Selenidium cirratuli werd in 1866 ontdekt door Lankester.